# ホーマー・ダボール賞
ホーマー・ダボール賞 (Homer F. DaBoll Award) は、国際掩蔽観測者協会 (International Occultation Timing Association, IOTA) が2007年度より毎年選定している、掩蔽科学分野とIOTAの活動に対する多大な貢献を果たした人物に授与される賞。2022年までに4人の日本人が受賞している。
ホーマー・F・ダボルは、1960年代から1990年に他界するまで掩蔽観測の普及活動に貢献した人物である。1974年にOccultation Newsletterが創刊されると初代編集長となり、1990年に健康上の理由で退くまで16年間に渡ってその職にあった。また「IOTA」というアクロニムを考案したことでも知られる。

## 過去の受賞者
- 2022年：吉田二美[3][注 1]
- 2021年：Bob Anderson
- 2020年：Tony Barry
- 2018/2019年：Regional Coordinators for Lunar Occultations（Jan Manek, 相馬充, Dave Gault[2][4]
- 2017年：Regional Coordinators for Asteroidal Occultations（John Talbot, Steve Kerr, Eric Frappa, 早水勉, Brad Timerson）[2]
- 2016年：Derek C. Breit
- 2015年：Gerhard Dangl
- 2014年：Brian Loader
- 2013年：Graham Blow
- 2012年：宮下和久[1]
- 2011年：Scotty Degenhardt
- 2010年：Hristo Pavlov
- 2009年：Steve Preston
- 2008年：Edwin Goffin
- 2007年：Dave Herald